# Менденхолл (ледник)
Менденхолл (англ. Mendenhall Glacier) — ледник протяжённостью около 19 км, расположенный в долине Менденхолл, примерно в 19 км от центра города Джуно в юго-восточной части Аляски. Ледник и окружающая местность (5815 акров) являются федеральной рекреационной зоной на территории национального леса Тонгасс.
Первоначально ледник носил название «Ледник за городом» (Sitaantaagu) и «Ледник за маленьким озером» (Aak’wtaaksit) на языке тлинкитов. В 1891 году был переименован в честь Томаса Корвина Менденхолла. Он простирается от ледникового поля Джуно через озеро Менденхолл до реки с одноимённым названием.